# Ледяные святые
Ледяные святые — климатический период, расположенный, согласно средневековому европейскому поверью, рядом с днями святого Мамертуса Венского, святого Панкратия и святого Серватия и характеризующейся аномально низкой температурой. Он традиционно приходится на 11, 12 и 13 мая..
Земледельцы и садовники средневековой Северной Европы молились этим трём святым с просьбой уберечь их урожай от холодов, которые могут наблюдаться в этот период, вплоть до заморозков. Считается, что в середине мая возможен «феномен рыжей луны» — определённая лунная фаза, при которой ночью, как правило, нет облаков, а соответственно возможна минусовая температура, что может пагубно сказаться на агрокультуре. После «рыжей луны» заморозков бояться больше не стоит, и наступает самое благоприятное время для посева культур. Статистика показывает, что в действительности очень редко бывают низкие температуры в период «ледяных святых», но в то же время нельзя утверждать, что это невозможно. Даже если речь идет о легенде, некоторые земледельцы и сегодня ждут середины мая, чтобы посадить не морозоустойчивые культуры (кабачки, помидоры).

## История
Эта легенда зародилась в начале второго тысячелетия в связи с «волной весеннего холода», которая наблюдалась в мае во многих точках Европы. Население севера Средиземноморья заметило, что каждые два года происходит существенное понижение ночных и утренних температур. Астрофизики объясняют происхождение этого народного поверья тем, что к середине мая Земная орбита пересекает зону космической пыли, которая является препятствием для проникновения солнечных лучей. Вследствие этого, воздействие Солнца на Землю сокращается, что и приводит к значительному снижению температур. Земля снова проходит сквозь облако космической пыли через шесть месяцев, 11 ноября, и это вызывает абсолютно противоположный эффект. Распространение солнечных лучей на Землю на этот раз прямое, и это способствует временному потеплению.
Однако это объяснение было опровергнуто, поскольку на сегодняшний момент астрономы не знают ни одного облака космической пыли, которое находилось бы в траектории Земли. К тому же, даже если бы оно и существовало, то его невозможно было бы обнаружить даже самой чувствительной аппаратурой. Только стекла астрономического спутника и инструменты международной космической базы могли бы быть загрязнены космической пылью, но мы этого не наблюдаем.
К тому же, этот астрономический феномен, происходящий на всей земной орбите, должен был бы затронуть всю планету и стать всеобщим, однако пословицы и поговорки отсылают нас только в Европейский регион.

## Список «ледяных святых»
- Святой Мамертус Венский — архиепископ Венский в Галлии, умер в 474 году. Он установил молебственные дни: три дня усердных молитв против стихийных бедствий, прямо накануне Успения. Его день традиционно отмечается 11 мая.
- Святой Панкратий Римский — племянник Дионисия Парижского, он был обезглавлен в 304 году в возрасте 14 лет, считает покровителем детей. Его день традиционно отмечается 12 мая.
- Серватий Маастрихтский — его день приходится на 13 мая.

К этим трём «ледяным святым» более северные регионы (Лотарингия и Эльзас, где поздние заморозки могут быть до 25 мая) также добавляют:
- Вонифатий Римский — раннехристианский мученик. Его день отмечается 14 мая.
- София Римская — великая мученица, погибшая под пытками в 137 году в Риме. Её день приходится на 15 мая.
- Иво Бретонский — святой, который считается в Британии последним «ледяным святым». Его именины празднуются 19 мая.
- Бернардин Сиенский — католический святой, его именины 20 мая.

## Легенда или реальность
«Ледяные святые» были в большей степени придуманы для того, чтобы обозначить последний возможный период в году, в течение которого ночные температуры могут спровоцировать заморозки.
Однако некоторые годы период «ледяных святых» был очень мягким. В 1998 году шкала термометра достигла 30 градусов по Цельсия.
В 470 году Святой Марметус ввёл соблюдение молебственных дней для того, чтобы положить конец стихийным бедствиям. В связи с этим крестьяне собирались вместе и читали молитвы в надежде, что критические для урожая дни прекратятся. Покровительство «ледяным святым» не всегда приносило свои плоды. И всё закончилось тем, что эти святые стали олицетворять возвращение холода.

## Влияние на общество
Хотя «ледяные святые» так до конца научно и не обоснованы, это поверье принесло определённую пользу земледельцам: 11, 12 и 13 мая исторически стали своего рода маркером для начала посева, поскольку, действительно, после этих дат заморозки почти невозможны. Сегодня упоминание периода «ледяных святых» можно нередко встретить в прогнозе погоды, а также в многочисленных пословицах и поговорках.
В католической культуре этот период называется «лето святого Дионисия Парижского» или «Лето святого Мартина Турского».